# Premochtherus helictus
Premochtherus helictus là một loài ruồi trong họ Asilidae. Premochtherus helictus được Tsacas miêu tả năm 1968. Loài này phân bố ở vùng Cổ Bắc giới và châu Á.